# Лоді (провінція)
Провінція Лоді (італ. Provincia di Lodi) — провінція в Італії, у регіоні Ломбардія. 
Площа провінції — 782 км², населення — 229 981 осіб.
Столицею провінції є місто Лоді.

## Географія
Межує на півночі з провінцією Мілан, на сході з провінцією Кремона, на півдні з регіоном Емілія-Романья (провінцією П'яченца), на заході з провінцією Павія і провінцією Мілан.

## Основні муніципалітети
Найбільші за кількістю мешканців муніципалітети (ISTAT, 31/12/2007):
| Ном. | Муніципалітет            | Населення (осіб) | Площа (км²) | Густота (ab/км²) | Висота (м.н.р.м.) |
| ---- | ------------------------ | ---------------- | ----------- | ---------------- | ----------------- |
| 1°   | Лоді                     | 43.208           | 41          | 1052             | 87                |
| 2°   | Кодоньо                  | 15.381           | 20          | 769              | 58                |
| 3°   | Казалпустерленго         | 14.872           | 25          | 595              | 60                |
| 4°   | Сант'Анджело-Лодіджано   | 13.135           | 20          | 657              | 73                |
| 5°   | Лоді-Веккіо              | 7.337            | 16          | 459              | 82                |
| 6°   | Цело-Буон-Персіко        | 6.563            | 18          | 365              | 95                |
| 7°   | Таваццано-кон-Віллавеско | 5.879            | 16          | 367              | 82                |
| 8°   | Мулаццано                | 5.613            | 15          | 374              | 91                |
| 9°   | Кастільйоне-д'Адда       | 4.836            | 13          | 372              | 60                |
| 10°  | Боргетто-Лодіджано       | 4.177            | 23          | 182              | 68                |